# Grijspoottinamoe
De grijspoottinamoe (Crypturellus duidae) is een vogel uit de familie tinamoes (Tinamidae). De wetenschappelijke naam van de soort is voor het eerst geldig gepubliceerd in 1938 door Zimmer.

## Beschrijving
De grijspoottinamoe wordt ongeveer 30 cm groot. Deze vogel is vooral bruin en vaalgeel, met een grijze borst en poten.

## Voedsel
De grijspoottinamoe eet vooral vruchten, maar ook zaden, bloemen, wortels, bladeren en ongewervelden.

## Voortplanting
Het mannetje paart met ongeveer vier vrouwtjes, die de eieren in een nest in het dichte struikgewas legt. Daarna broedt het mannetje de eieren uit en voedt hij de jongen op. De jongen verlaten na 2-3 weken hun vader.

## Voorkomen
De soort komt met name voor in het oosten van centraal Venezuela en het zuiden van Colombia.

## Beschermingsstatus
De totale populatie wordt geschat op 100-500 duizend volwassen vogels. Op de Rode Lijst van de IUCN heeft de soort de status niet bedreigd.